# Lulo Dasilva
Luis Dasilva Rodríguez, más conocido como Lulo Dasilva (Sevilla, 4 de octubre de 2002), es un jugador hispano-brasileño que juega como centrocampista. Su equipo actual es el Sevilla Atlético.
Su padre fue jugador de baloncesto.

## Carrera deportiva
Lulo comenzó jugando en la AA.VV. Centro Histórico. De allí pasó a formar parte de la cantera del Real Betis y a los juveniles del Calavera CF para volver de nuevo a los juveniles heliopolitanos. De los juveniles del Betis pasó a engrosar las filas de la cantera sevillista en la temporada 2020-21.
Nada más llegar realizó la pretemporada con el Sevilla Atlético de Paco Gallardo, pero finalmente acabó jugando en los juveniles. La siguiente temporada alternó el Sevilla Fútbol Club "C" con el segundo filial. Una temporada después, vuelve a realizar la pretemporada con el Sevilla Atlético e incluso va convocado para un amistoso con el primer equipo de Lopetegui.
Con el puesto de titular indiscutible en el primer filial, la llegada de Quique Sánchez Flores volvió a ser convocado en varias ocasiones por el primer equipo, pero en marzo de 2024 sufrió una lesión de larga duración que le hizo perderse lo que quedaba de temporada y gran parte de la siguiente.

## Clubes
Actualizado al último partido disputado el 23 de febrero de 2025.
| Club                    | País   | Periodo        | Partidos (goles) |
| ----------------------- | ------ | -------------- | ---------------- |
| Sevilla Fútbol Club "C" | España | 2021-2022      | 6(0)             |
| Sevilla Atlético        | España | 2021- Presente | 87(3)            |

## Palmarés
| Título             | Club (*)         | País   | Año     |
| ------------------ | ---------------- | ------ | ------- |
| Segunda Federación | Sevilla Atlético | España | 2023-24 |